# Колесник, Ирина Ивановна
Ирина Ивановна Колесник (род. 2 июня 1952, г. Днепропетровск) — специалист в области теории и истории исторической науки, российской и украинской историографии XVIII—XIX вв. Доктор исторических наук. (1991), профессор (1999). Советник Председателя Верховного Совета Украины (2002—2006), ведущий научный сотрудник Института истории Украины НАН Украины. Академик Украинской Академии исторических наук (1999).

## Биография
В 1974 году закончила исторический факультет Днепропетровского государственного университета.
С 1974 по 1977 год — аспирантка кафедры источниковедения Днепропетровского госуниверситета (очная форма).
В 1979 году защитила кандидатскую диссертацию «Полемика вокруг „истории Росси с древнейших времен“ С. М. Соловьева в русской дореволюционной историографии» (научный руководитель — доцент В. И. Шевцов) в Московском историко-архивном институте.
В 1991 году — защита докторской диссертации «Зарождение и развитие историографических знаний в России (конец XVIII — начало XIX вв.)» в Российском государственном гуманитарном университете г. Москва.
С 1980 года работала на кафедре историографии и источниковедения Днепропетровского госуниверситета преподавателем, в 1982—1992 годах — доцентом, в 1992—2002 годах — профессором. Круг научных интересов этого периода — методология и история историографии как специальной дисциплины.
С 2002 по 2006 год — была советником Председателя Верховного Совета Украины. Одновременно с 2002 года — ведущий научный сотрудник отдела украинской историографии Института истории Украины НАН Украины. Предметом исследований является историография как теория и история исторической науки. Автор идеи и ответственный редактор ежегодника «Эйдос. Альманах теории и истории исторической науки» (с 2005 года), и организатор теоретико-методологических семинаров в Институте истории Украины НАН Украины (с 2006 года).
Член Историографического Общества (Польша).

## Основные работы
- Украинская историография: концептуальная история. К.: Институт истории Украины НАН Украины, 2013.
- Гоголь. Сети культурно-интеллектуальных коммуникаций. Монография. К.: Институт истории Украины НАН Украины, 2009.
- Украинская историография (XVIII — начало XX века) К.: Генеза. 2000.
- Историографическая мысль в России: от Татищева до Карамзина. Монография. — Днепропетровськ: Изд-во ДГУ, 1993.
- Развитие историографической мысли в России XVIII — первой половины XIX в. — Днепропетровск: Изд-во ДГУ, 1990.
- История русской историографии XVIII — первой половины XIX в. — Днепропетровск: Изд-во ДГУ, 1987.
- Historia historiografii na Ukrainie: metodologiszne modele // Historia historiografii i metodologia historii w Polsce i na Ukrainie / Pod redakcja naukowa Jerzego Maternickiego, Joanny Pisulinskiej i Leonida Zaszkilniaka. — Rzeszow: Wydawnictwo Uniwersytetu Rzeszowskiego, 2015.
- Языковая модель времени в историческом сознании украинцев // Диалог со временем. Альманах интеллектуальной истории. — 2015. — Вып.53.
- Михаил Барг — историк будущего времени // Харківський історіографічний збірник. Х., ХНУ ім..В. Н. Каразіна, 2015.. — Вип.14.
- Биографический мир Тараса Шевченко // Укр. ист. журн. 2014. № 3.
- Podwojna kulturowosc jako fenomnen ukrainskiego swiata duchowego. Historia — mentalnosc — tozsamosc / Rosja i Europa Zachodnia w polskiej i ukrainskiej historiografii XIX i XX wieku, pod redakcja E.Koko, V.Nowak i L.Zaszkilniaka. Wydawnictwo Uniwersytetu Gdanskiego. Gdansk 2013.
- Историография в контексте теории сетей // Историографические чтения памяти профессора Виктора Александровича Муравьева: Сб. статей в 2 тт. Москва, 2013. Т1. С.1.
- «Очарование вещами» как поворот в интеллектуальной истории // Историческое знание и историографическая ситуация на рубеже XX—XXI вв. / Отв. ред. О. В. Воробьева, З.А Чеканцева. Москва: ИВИ РАН, 2012.
- Ментальное картографирование и профессия историка: между рациональным и воображаемым // Укр. ист. журн. 2012. № 5.
- Научная школа: сетевая модель в украинском контексте // Мир историка: историографический сборник / под ред. В. П. Корзун, С. П. Бычкова. Вып.7. Омск: Изд-во Ом. гос. ун-та, 2011.
- Гранд-нарратив в украинских историографических практиках // Историческая наука сегодня. Теории, методы, перспективы / Под ред. Л. П. Репиной. Москва: Изд-во ЛКИ, 2011.
- Дендизм Гоголя: мода и творчество // Мир историка: историографический сборник / Под ред. В. П. Корзун, А. В. Якуба. Вып.5. Омск: Изд-во Ом. ГУ, 2009.
- Интеллектуальное сообщество: сетевой анализ // Диалог со временем. Альманах интеллектуальной истории. Вып. 25/1. Москва: Книжный дом «ЛИБРОКОМ», 2008.
- Интеллектуальное сообщество как способ легитимации культурной истории Украины. XIX век // Укр ист. журн. 2008. № 1.]
- «Государственная школа» в российской историографии. Время переоценки // States, Societies, Cultures: East and West: Essay in Honor Yaroslaw Pelenski / edited by Janusz Duzinkiewicz, 2004. Ross Publishing Inc. New-York, New-York.